# Jan Janowicz Hlebowicz
Jan Janowicz Hlebowicz herbu Leliwa (zm. w 1590 roku) – wojewoda trocki w latach 1586-1590, kasztelan trocki w latach 1585-1586, podskarbi i pisarz Wielkiego Księstwa Litewskiego w latach 1580-1586, kasztelan miński w 1572 roku, starosta upicki w latach 1584-1586, starosta radoszkowicki, marszałek Trybunału Głównego Wielkiego Księstwa Litewskiego w 1584 roku.
Poseł na sejm 1570 roku z województwa wileńskiego. W 1573 roku potwierdził elekcję Henryka III Walezego na króla Polski. 
Był członkiem konfederacji generalnej zawiązanej 7 marca 1587 roku. Był posłem Wielkiego Księstwa Litewskiego na sejm konwokacyjny 1587 roku. W 1589 roku był sygnatariuszem ratyfikacji traktatu bytomsko-będzińskiego na sejmie pacyfikacyjnym.
Był wyznawcą kalwinizmu. 
Miał syna Mikolaja, kasztelana wileńskiego w latach 1620-1632.